# 恩田逸夫
恩田逸夫（おんだ いつお、1916年3月6日 - 1979年8月24日）は、日本近代文学研究者。
東京生まれ。東京帝国大学文学部国文科卒、同大学院（旧制）修了。明治薬科大学教授、跡見学園女子大学教授を務めた。没後宮沢賢治研究の業績に対して日本児童文学学会賞受賞。弟は画家の恩田秋夫。義兄は医学者の武重千冬。

## 著書
- 『北原白秋』清水書院 センチュリーブックス 人と作品 1969

### 編・注釈
- 『日本近代文学大系 36 高村光太郎,宮沢賢治集』解説：伊藤信吉 注釈：飛高隆夫共著 角川書店 1971
- 『日本の児童文学』編 教育出版センター 1975
- 『宮沢賢治論』全3巻 原子朗、小沢俊郎編 東京書籍 1981

## 参考
- 『宮沢賢治論』著者紹介
- 『人物物故大年表』